# Bulbophyllum betchei
Bulbophyllum betchei är en orkidéart som beskrevs av Ferdinand von Mueller. Bulbophyllum betchei ingår i släktet Bulbophyllum och familjen orkidéer. Inga underarter finns listade i Catalogue of Life.